# Psychoda zetoscotia
Psychoda zetoscotia är en tvåvingeart som beskrevs av Quate 1959. Psychoda zetoscotia ingår i släktet Psychoda och familjen fjärilsmyggor. Inga underarter finns listade i Catalogue of Life.